# Lekkoatletyka na Igrzyskach Południowego Pacyfiku 1983
Lekkoatletyka na Igrzyskach Południowego Pacyfiku 1983 – zawody lekkoatletyczne podczas Igrzysk Południowego Pacyfiku w Apii.

## Rezultaty

### Mężczyźni
| Konkurencja                        |                                                                                      | Wynik    |                                                                         | Wynik    |                               | Wynik    |
| ---------------------------------- | ------------------------------------------------------------------------------------ | -------- | ----------------------------------------------------------------------- | -------- | ----------------------------- | -------- |
| Bieg na 100 metrów                 | Georges Taniel                                                                       | 10,94    | Johnson Kere                                                            | 10,96    | Jerry Jeremiah Georges Jubely | 11,01    |
| Bieg na 200 metrów                 | Lapule Tamean                                                                        | 21,78    | Inoke Bainimoli                                                         | 21,83    | Georges Taniel                | 22,05    |
| Bieg na 400 metrów                 | Joe Rodan                                                                            | 48,91    | Lapule Tamean                                                           | 49,29    | Jerry Jeremiah                | 49,81    |
| Bieg na 800 metrów                 | Richard Kermode                                                                      | 1:58,43  | Charlie Oliver                                                          | 1:59,37  | Eric Becker                   | 2:00,04  |
| Bieg na 1500 metrów                | Alain Lazare                                                                         | 3:59,81  | Richard Kermode                                                         | 3:59,86  | Jean-Louis Bounhoure          | 4:04,78  |
| Bieg na 5000 metrów                | Alain Lazare                                                                         | 15:07,8  | Jean-Louis Bounhoure                                                    | 15:10,8  | Tau John Tokwepota            | 15:22,2  |
| Bieg na 10 000 metrów              | Alain Lazare                                                                         | 31:55,11 | Jean-Louis Bounhoure                                                    | 32:08,36 | Shiri Chand                   | 33:17,94 |
| Maraton                            | Alain Lazare                                                                         | 2:28:30  | Jean-Louis Bounhoure                                                    | 2:36:50  | Birendra Prasad               | 2:38:50  |
| Bieg na 3000 metrów z przeszkodami | Alain Lazare                                                                         | 9:27,84  | Shiri Chand                                                             | 9:55,36  | Tau John Tokwepota            | 10:02,25 |
| Bieg na 110 metrów przez płotki    | William Fong                                                                         | 14,5     | Albert Miller                                                           | 14,7     | Sakaraia Tuva                 | 15,5     |
| Bieg na 400 metrów przez płotki    | Joe Rodan                                                                            | 54,17    | Paiwa Bogela                                                            | 54,58    | Daniel Dam Yves Martin        | 55,30    |
| Skok wzwyż                         | Vetea Dehors                                                                         | 2,00     | Clément Poaniewa                                                        | 1,97     | Guillaume Vendegou            | 1,94     |
| Skok o tyczce                      | Yves Obry                                                                            | 4,10     | Jean-Luc Mu Kwai Chuan                                                  | 4,00     | Stanley Wolfgramm             | 3,95     |
| Skok w dal                         | Armand Welepa                                                                        | 6.89     | Jacques Blanc                                                           | 6.88     | Yannick Talon                 | 6,70     |
| Trójskok                           | Jean Fantozzi                                                                        | 14,69    | Clément Poaniewa                                                        | 14,68    | Yannick Talon                 | 14,29    |
| Pchnięcie kulą                     | Arnjolt Beer                                                                         | 16,97    | Henry Smith                                                             | 16,64    | Iafeta Suaʻmene               | 15,47    |
| Rzut dyskiem                       | Henry Smith                                                                          | 49,56    | Arnjolt Beer                                                            | 48,70    | Jean-Claude Duhaze            | 46,90    |
| Rzut młotem                        | Frédéric Cassier                                                                     | 56,78    | Jean-Claude Duhaze                                                      | 54,28    | Martial Bone                  | 49,54    |
| Rzut oszczepem                     | Jean-Paul Lakafia                                                                    | 84,74    | Péta Tauhavili                                                          | 77,68    | Fapiano Fakataulavelua        | 76,10    |
| Dziesięciobój                      | Albert Miller                                                                        | 6870     | Jean-Paul Lakafia                                                       | 5835     | James Iroga                   | 5451     |
| Sztafeta 4 × 100 metrów            | Fidżi · Inoke Bainimoli · Penasio Cerecere · Peni Bati · Isireli Kasainaseva         | 42,17    | Papua-Nowa Gwinea · Tony Aiam · Peter Henry · Vali Ligo · Lapule Tamean | 42,65    | Polinezja Francuska           | 42,96    |
| Sztafeta 4 × 400 metrów            | Papua-Nowa Gwinea · Paiwa Bogela · Aloysius Patuku · Dibili Wagamisi · Lapule Tamean | 3:21,04  | Fidżi                                                                   | 3:21,15  | Vanuatu                       | 3:22,79  |

### Kobiety
| Konkurencja                     |                                                                                | Wynik    |                                                                                | Wynik    |                                                                                       | Wynik    |
| ------------------------------- | ------------------------------------------------------------------------------ | -------- | ------------------------------------------------------------------------------ | -------- | ------------------------------------------------------------------------------------- | -------- |
| Bieg na 100 metrów              | Miriama Chambault                                                              | 12,39    | Albertine An                                                                   | 12,45    | Barbara Ingiro                                                                        | 12,49    |
| Bieg na 200 metrów              | Elanga Buala                                                                   | 25,19    | Albertine An                                                                   | 25,46    | Barbara Ingiro                                                                        | 25,49    |
| Bieg na 400 metrów              | Elanga Buala                                                                   | 57,68    | Barbara Ingiro                                                                 | 58,54    | Mary Estelle Kapalu                                                                   | 59,05    |
| Bieg na 800 metrów              | Attina Sawtell                                                                 | 2:17,73  | Kim Petersen                                                                   | 2:19,83  | Elanga Buala                                                                          | 2:19,85  |
| Bieg na 1500 metrów             | Nadia Bernard                                                                  | 4:44,71  | Attina Sawtell                                                                 | 4:50,11  | Maria Berenadetta                                                                     | 4:57,58  |
| Bieg na 3000 metrów             | Nadia Bernard                                                                  | 10:51,47 | Mary Sanderson                                                                 | 11:25,37 | Nerrie Sine                                                                           | 11:29,17 |
| Bieg na 100 metrów przez płotki | Brigitte Hardel                                                                | 14,67    | Miriama Chambault                                                              | 15,13    | Albertine An                                                                          | 15,20    |
| Bieg na 400 metrów przez płotki | Léonne Ley                                                                     | 63,27    | Kim Petersen                                                                   | 63,89    | Kari Kapani                                                                           | 69,84    |
| Skok wzwyż                      | Albertine An                                                                   | 1,65     | Angela Pule                                                                    | 1,65     | Véronique Vernay                                                                      | 1,63     |
| Skok w dal                      | Brigitte Hardel                                                                | 5,70     | Miriama Chambault                                                              | 5,42     | Véronique Palaou                                                                      | 5,10     |
| Pchnięcie kulą                  | Marie-Christine Sealeu                                                         | 13,59    | Georgina Peko                                                                  | 13,17    | Evelyne Filikesa                                                                      | 13,15    |
| Rzut dyskiem                    | Marie-Christine Sealeu                                                         | 46,42    | Mereoni Vibose                                                                 | 43,64    | Evelyne Filikesa                                                                      | 39,32    |
| Rzut oszczepem                  | Monika Fiafialoto                                                              | 53,02    | Mereoni Vibose                                                                 | 51,24    | Malia-Losa Tuiasoa                                                                    | 48,02    |
| Siedmiobój                      | Iammo Launa                                                                    | 4613     | Véronique Palaou                                                               | 4203     | Angela Pule                                                                           | 4129     |
| Sztafeta 4 × 100 metrów         | Polinezja Francuska                                                            | 48,70    | Papua-Nowa Gwinea · Elanga Buala · Kari Kapani · Barbara Ingiro · Yal Jonathon | 49,08    | Nowa Kaledonia · Fabienna Blanc · Miriama Chambault · Gladys Cure · Alice Teimbouanou | 49,80    |
| Sztafeta 4 × 400 metrów         | Papua-Nowa Gwinea · Elanga Buala · Barbara Ingiro · Yal Jonathon · Kari Kapani | 4:03,17  | Fidżi                                                                          | 4:08,66  | Samoa                                                                                 | 4:09,88  |